# Liste der Straßen im Bonner Ortsteil Vilich
Die folgende Liste enthält die Straßen und Plätze auf dem Gebiet des Bonner Ortsteils Vilich im Stadtbezirk Beuel.
| Straße                     | Erstbenennung/ -erwähnung | Namensherkunft | Frühere Namen Anmerkungen | Bonner Straßenkataster |
| -------------------------- | ------------------------- | --- | --- | ---------------------- |
| Adelheidisstraße           | 1904                      | Benannt nach Adelheidis von Vilich (970–1015), Heilige, Äbtissin des St. Adelheidis-Stifts Vilich, später auch des Stifts St. Maria im Kapitol in Köln, seit 2008 dritte Stadtpatronin von Bonn. Der Legende nach soll sie während der großen Dürre um 1000 mit ihrem Äbtissinnenstab die Adelheidisquelle in Pützchen hervorgerufen haben. Das Adelheidis-Brünnchen wurde 1726 erstmals erwähnt. | Die Straße verläuft zwischen der Sankt Augustiner Straße und An der Burg Lede. Erstmals erwähnt wurde die Straße 1824 als Bäumchesweg. Das Teilstück zwischen der Burg Lede und Gerhardstraße hieß von 1904 bis 1978 Schulstraße (nach den Schulhäusern am Platz vor der Kirche), das Teilstück zwischen Schillerstraße und Gerhardstraße hieß von 1904 bis 1978 Burgweg (nach der Burg Lede).                                                                                                  | Eintrag                |
| Alice-Salomon-Straße       | 1999                      | Benannt nach Alice Salomon (1872–1948), Frauenrechtlerin und Sozialpädagogin. | Die Straße verläuft zwischen der Maria-Montessori-Allee und der Hermann-Gmeiner-Straße. | Eintrag                |
| Am Burgpark                | 1963                      | Benannt nach dem Park der Burg Lede, an der diese Straße vorbeiführt. | Stichstraße von der Adelheidisstraße. Die Straße wurde 1824 nach der Flurbezeichnung Am Haushof (so wurde damals die Burg Lede genannt) benannt, und findet sich im Lagerbuch der Gemeinde Vilich von 1858 unter der Nummer 310 wieder. | Eintrag                |
| An der Burg Lede           | 1974                      | Weg zu der in Urkunden des 12. Jahrhunderts erstmals erwähnten Wasserburg Lede. | Stichstraße von der Adelheidisstraße entlang der Burg Lede; 1660 erscheint der Weg als „Jnker Blankart adeliches geseß“. Lede bedeutet so viel wie „von Wasser umgeben“. Der Ausdruck Burg Lede wird erst seit dem Anfang dieses Jahrhunderts verwandt. Im Mittelalter wurde sie Schneckenburg und um 1716, als sie zum Stift Vilich gehörte, Haushof genannt. | Eintrag                |
| Anne-Marie-Prévot-Straße   | 1999                      | Benannt nach Anne Marie Prévot (1924–1987), Lehrerin aus der Beueler Partnerstadt Mirecourt, setzte sich für die städtepartnerschaftlichen Beziehungen zwischen Beuel und Mirecourt ein. | Stichstraße von der Michael-Piel-Straße. | Eintrag                |
| Auf dem Mühlenberg         | 1959                      | Benannte nach einem Flurnamen. Die am Nordende der Straße stehende, 1571 erstmals urkundlich erwähnte Vilicher Windmühle brannte 1882 ab. | Die Straße verläuft zwischen der Adelheidisstraße und der Stiftsstraße. | Eintrag                |
| Ewigstraße                 | 1941                      | Benannt nach Fritz und Wilhelm Ewig aus Bonn. Sie stellten 1912 das Land für diese Straße zur Verfügung und veranlassten den ersten Ausbau der Straße, die eine direkte Verbindung zu der 1911 eingerichteten Haltestelle der Stadtbahn Bonn-Siegburg schuf. | Die Straße verläuft zwischen der Adelheidisstraße und der Gartenstraße. | Eintrag                |
| Gartenstraße               | 1907                      | Ursprünglich befanden sich an der Straße – außer dem Guilleaume-Werk – nur einige Villen mit großen Gärten. Heute sind die namensgebenden Gärten fast ganz verschwunden. | Die Straße verläuft zwischen der Siegburger Straße und der Adelheidisstraße/Schultheißstraße. Laut Ratsbeschluss vom 18. April 1955 ist ein zusätzlicher Teil der Heisterbacher Straße (zwischen Schultheißstraße und Bundesbahn) in Gartenstraße umbenannt worden; das Teilstück zwischen der Kirche Vilich bis zum Limpericher Pastorat hieß von 1660 bis 1904 Pfaffenpfad/Pfaffenpfädchen, das Teilstück von der Stiftsstraße bis zur Eisenbahn hieß von 1904 bis 1907 Heisterbacher Straße. | Eintrag                |
| Gerhardstraße              | 1932                      | Über diesen früheren Feldfahrweg erreichte man auch die alte Flur Im Gerhardstal bei Pützchen. Nach einer Notiz von Josef Dietz wird bereits 1329 ein Acker „in loco dicto Gerozdal“ erwähnt. | Die Straße verläuft zwischen Sankt Augustiner Straße und Maria-Montessori-Allee; Durch Ratsbeschluss vom 27. Juni 1960 wurde auch ein Teilstück der Clemensstraße (von der Garten- bis zur St. Augustiner Straße) der Gerhardstraße zugeschlagen. Die Straße hieß 1858 bis 1932 Siegburger Weg (der Weg ging nach Vilich-Müldorf und von da über Hangelar weiter bis Siegburg), das Teilstück von der Gartenstraße bis zur St. Augustiner Straße hieß von 1904 bis 1960 Clemensstraße.          | Eintrag                |
| Gorch-Fock-Straße          | 1991                      | Benannt nach Gorch Fock (1880–1916), Schriftsteller, Pseudonym für Johann Wilhelm Kinau. | Die Straße verläuft zwischen Siegburger Straße und Gartenstraße. | Eintrag                |
| Helene-Weber-Straße        | 1999                      | Benannt nach Helene Weber (1881–1962), Lehrerin, Mitglied des Parlamentarischen Rates 1948–1949, Mitglied des Bundestages 1949–1961, Erste Vorsitzende des Müttergenesungswerks 1959–1961. | Ringstraße von der Maria-Montessori-Allee. | Eintrag                |
| Hermann-Gmeiner-Straße     | 1999                      | Benannt nach Hermann Gmeiner (1919–1986), österreichischer Sozialpädagoge, gründete 1949 das erste SOS-Kinderdorf. | Die Straße verläuft zwischen der Maria-Montessori-Allee und der Alice-Salomon-Straße. | Eintrag                |
| Im Röhfeld                 | 1969                      | Benannt nach einem Flurnamen. 1660 Roefelt oder Roerfelt, ab 1726 Im Röhfeld. Die Bezeichnung leitet sich von abgeschliffenes Rodfeld (gerodetes Land) ab. | Die Straße verläuft zwischen dem Nonnenpfad und der Paul-Schumacher-Straße. | Eintrag                |
| Jakob-Kaiser-Straße        | 1965                      | Benannt nach Jakob Kaiser (1888–1961), Bundesminister für gesamtdeutsche Fragen 1949–1957. | Die Straße verläuft zwischen Stroofstraße und Auf dem Mühlenberg. | Eintrag                |
| Johannes-Norbisrath-Straße | 1989                      | Benannt nach Johannes Norbisrath, Schulrat in Euskirchen, 1933 aus politischen Gründen strafversetzt, Schuldirektor in Küdinghoven 1933–1937. | Die Straße verläuft zwischen Sankt Augustiner Straße und Michael-Piel-Straße. | Eintrag                |
| Käsbergstraße              | 1972                      | Der Ausdruck Käsberg war in der Bevölkerung lange Zeit schon geläufig, ohne dass gesagt werden könnte, worauf er zurückzuführen ist. | Die Straße verläuft zwischen der Adelheidisstraße und der Stiftsstraße; Die Straße hieß zwischen 1904 und 1972 Kirchweg/Kirchstraße und war für die Geislarer der schnellste Weg zur Pfarrkirche. Diese Straße war benannt nach dem Flurstück „Auf dem Kirchberg“. | Eintrag                |
| Karl-Arnold-Straße         | 1965                      | Benannt nach Karl Arnold (1901–1958), Ministerpräsident des Landes Nordrhein-Westfalen 1947–1956. | Die Straße verläuft zwischen Stroofstraße und Auf dem Mühlenberg. | Eintrag                |
| Maria-Montessori-Allee     | 1989                      | Benannt nach Maria Montessori (1870–1952), Pädagogin. | Die Straße verläuft zwischen der Siegburger Straße und der Hermann-Gmeiner-Straße. | Eintrag                |
| Maria-Tiefenbacher-Straße  | 1989                      | Benannt nach Maria Tiefenbacher (1888–1987), Pädagogin am St. Adelheid-Gymnasium in Pützchen 1927–1987. | Die Straße verläuft zwischen der Von-Pfingsten-Straße und der Paul-Schumacher-Straße. | Eintrag                |
| Michael-Piel-Straße        | 1989                      | Benannt nach Michael Piel (1877–1953), Lehrer an der katholischen Volksschule St. Josef, Schulleiter 1923–1927, Begründer und Direktor der Berufsschule Beuel 1927–1946. | Die Straße verläuft zwischen der Gerhardstraße und der Hermann-Gmeiner-Straße. | Eintrag                |
| Nonnenpfad                 | 1936                      | Eventuell in der Erinnerung an die Nonnen, den Kanonissen, des Vilicher Klosters benannt. | Die Straße verläuft zwischen Gerhardstraße und Im Röhfeld; Die Straße hieß von 1824 bis 1858 Am Mönchen Pädchen, von 1858 bis 1936 Mönchenpfädchen/Nonnenpfädchen; laut Beschluss des Hauptausschusses vom 18. Januar 1979 wurde ein Weg, der vom Nonnenpfad auf die Gerhardstraße zugeht, ebenfalls Nonnenpfad genannt. | Eintrag                |
| Paul-Schumacher-Straße     | 1989                      | Benannt nach Paul Schumacher (1890–1963), Lehrer an der Volksschule in Vilich 1911–1956. | Die Straße verläuft zwischen der Von-Pfingsten-Straße und der Maria-Tiefenbacher-Straße. | Eintrag                |
| Pilgerweg                  | 1988                      | Wallfahrtsweg nach Pützchen bzw. Vilich. | Die Straße verläuft zwischen Nonnenpfad und Siegburger Straße. | Eintrag                |
| Richard-Scherer-Straße     | 1989                      | Benannt nach Richard Scherer (1934–1984), Lehrer am Kardinal-Frings-Gymnasium 1967–1980, Leiter der Liebfrauenschule Bonn 1980–1984. | Ringstraße von der Maria-Montessori-Allee. | Eintrag                |
| Schevastesstraße           | 1932                      | Benannt nach der Familie Schevastes aus Vilich. Aus der Familie stammen mehrere Kanoniker und Rentmeister des Stiftes Vilich und Kanoniker. Der erste nachweisliche Namensträger war Heinrich Schevastes am 11. November 1598. | Die Straße verläuft zwischen Siegburger Straße und Bundesstraße 56. | Eintrag                |
| Schillerstraße             | 1904                      | In der Schillerstraße lag der Schevasteshof, wo der Appelationsgerichtsrat Ernst von Schiller (1796–1841), am 29. Mai verstarb. Ernst von Schiller war ein Sohn des Dichters Friedrich von Schiller und Schwager des Bürgermeisters Gabriel Pfingsten. Ernst von Schiller wurde auf dem alten Friedhof in Bonn neben seiner Mutter, Charlotte geb. von Lengefeld, beigesetzt.                     | Die Straße verläuft zwischen Adelheidisstraße und Bundesbahn und hieß ab 1858 Dorfstraße. | Eintrag                |
| Schillingsweg              | 1979                      | Benannt nach den Ministerialen von Schilling (Schillink), die auf der Wasserburg von Vilich ansässig waren. | Die Straße verläuft zwischen der Gerhardstraße und der Von-Pfingsten-Straße. | Eintrag                |
| Schnorrenbergstraße        | 1932                      | Benannt nach Ignaz Schnorrenberg (1823–1900), er kam 1847 als Sekretär zu Bürgermeister Pfingsten nach Vilich, wurde 1851 Beigeordneter und 1855 Bürgermeister. 1891, im Alter von 68 Jahren, musste er das Amt wegen eines Augenleidens aufgeben. | Die Straße verläuft zwischen Gerhardstraße und Schevastesstraße. | Eintrag                |
| Schultheißstraße           | 1904                      | Schultheißen sorgten im Auftrag der Vilicher Äbtissin für die weltliche Ordnung und übten die niedere Gerichtsbarkeit in der Herrlichkeit Vilich aus. | Die Straße verläuft zwischen Adelheidisstraße und Bundesbahn. | Eintrag                |
| Siebenmorgenweg            | 1978                      | Benannt nach einem Flurnamen. An dieser Stelle besaß ein Eigentümer sieben Morgen Land. | Die Straße verläuft von der Auguststraße bis zur Bundesstraße 56. Das Teilstück von der Siegburger Straße bis zur Auguststraße hieß von 1963 bis 1977 Nordstraße. | Eintrag                |
| Siegburger Straße          | 1891                      | Benannt nach der Kreisstadt Siegburg, östlich von Bonn. | Die Straße verläuft von der Königswinterer Straße nach Hangelar. Die Straße hieß zwischen 1660 und 1858 Bonner Straße und von 1858 bis 1891 Beuel-Overather-Chaussee. Ab 1907 wurde die Siegburger Straße außerhalb der Gemarkung Beuel auch zeitweilig Siegburger Landstraße oder Siegburger Chaussee genannt. | Eintrag                |
| Stiftsstraße               | 1913                      | | Die Straße verläuft zwischen Dixstraße und Adelheidisstraße. Die Straße hieß zwischen 1858 und 1904 Kirchfeldchensweg. Das Teilstück zwischen Dixstraße und Auf dem Mühlenberg wurde zwischen 1904 und 1955 Kirchstraße genannt. Seit dem Ratsbeschluss vom 18. April 1955 heißt der ganze Straßenzug von der Doppelkirche in Schwarzrheindorf bis zum Kloster in Vilich einheitlich Stiftsstraße.                                                                                              | Eintrag                |
| Stroofstraße               | 1959                      | Benannt nach Leonard Karl Friedrich Heinrich Theresia Stroof (1757–1825), erster Bürgermeister von Vilich 1809–1825. | Verbindungsstraße zwischen Adelheidstraße und Stiftsstraße | Eintrag                |
| Von-Pfingsten-Straße       | 1969                      | Benannt nach Franz Gabriel Clemens Maria Pfingsten (1778–1857), Bürgermeister der Gemeinde Vilich 1825–1855. | Die Straße verläuft zwischen Schevastesstraße und Maria-Montessori-Allee. | Eintrag                |